# 窦文场
窦文场（？—？），唐朝宦官，唐德宗時期神策軍中尉。德宗是太子时，窦文场和霍仙鳴就是他的内侍。魚朝恩死后，德宗以亲军委於大臣白志贞。

## 生平
建中四年（783年）十月，爆發涇原兵變，唐德宗帶著皇妃、太子、诸王等倉皇出逃，由咸阳到奉天（今陝西乾縣），護駕只有宦官霍仙鳴及竇文場，白志贞的军队没有起到作用。德宗重返京师後，将神策军分为左右两厢，以窦文场和霍仙鸣为监神策军左、右厢兵马使，开启宦官分典禁军之先河。貞元十二年（796年）六月，德宗又设立左、右神策军护军中尉，分别由窦文场和霍仙鸣担任。後出任樞密使。貞元十四年（798年）霍仙鳴卒，以第五守亮繼之為右軍中尉。窦文场累加骠骑大将军，请致仕回乡。

## 延伸阅读
[在维基数据编辑]
 《舊唐書·卷184》，出自刘昫《舊唐書》
 《新唐書·卷207》，出自《新唐書》